# Copa Governador do Estado da Bahia de 2015
A Copa Governador do Estado da Bahia de 2015 foi a sétima edição da competição de futebol realizada na Bahia pela Federação Bahiana de Futebol. Nessa edição terá a presença de oito clubes divididos em dois grupos. O campeão poderia escolher em disputar a Copa do Brasil de 2016 ou o Campeonato Brasileiro Série D 2016, e o segundo colocado irá para o campeonato oposto, a depender da escolha da equipe campeã.

## Clubes participantes
Os clubes participantes vêm da sua classificação no Campeonato Baiano de Futebol Profissional Adulto, primeira e segunda divisões. São seis provenientes da divisão principal (a primeira): Bahia, Vitória da Conquista, Juazeirense, Colo Colo, Vitória e Jacuipense, que foram os seis primeiros colocados de 2015. E dois da divisão de acesso (a segunda): Flamengo de Guanambi, campeão da Segundona de 2015 e Fluminense de Feira, vice-campeão da Segundona de 2015. Com as desistências de Jacuipense e Flamengo de Guanambi, suas vagas foram repassadas pra Bahia de Feira e Jacobina, respectivamente.
| Clube                | Cidade               | Estádio        | Capacidade | Em 2014        | Títulos (mais recente) |
| -------------------- | -------------------- | -------------- | ---------- | -------------- | ---------------------- |
| Bahia                | Salvador             | Pituaçu        | 32.157     | 5°             | 0 (não possui)         |
| Bahia de Feira       | Feira de Santana     | Valfredão      | 5.000      | Não Participou | 1 (2013)               |
| Colo Colo            | Ilhéus               | Mario Pessoa   | 7.000      | 8º             | 0 (não possui)         |
| Fluminense de Feira  | Feira de Santana     | Valfredão      | 5.000      | Não Participou | 1 (2009)               |
| Jacobina             | Jacobina             | Valfredão      | 5.000      | Não Participou | 0 (não possui)         |
| Juazeirense          | Juazeiro             | Pedro Amorim   | 6.000      | Não Participou | 0 (não possui)         |
| Vitória              | Salvador             | Barradão       | 35.000     | 6°             | 0 (não possui)         |
| Vitória da Conquista | Vitória da Conquista | Edvaldo Flores | 3.000      | 1°             | 4 (2014)               |

## Primeira fase
Os oito clubes divididos em dois grupos jogam entre si dentro dos grupos jogos de ida, totalizando três jogos para cada clube nessa primeira fase. Apenas os dois primeiros de cada grupo avançam à fase final.

### Grupo 1
| 1 | Juazeirense         | 9 | 3 | 3 | 0 | 0 | 8 | 2 | 6  |
| 2 | Fluminense de Feira | 4 | 3 | 1 | 1 | 1 | 3 | 3 | 0  |
| 3 | Jacobina            | 3 | 3 | 1 | 0 | 2 | 3 | 6 | -3 |
| 4 | Vitória B           | 1 | 3 | 0 | 1 | 2 | 3 | 6 | -3 |

| Fluminense de Feira | —     |       | 0 - 2 | 1 - 1 |
| Jacobina            | 0 - 2 | —     |       |       |
| Juazeirense         |       | 3 - 1 | —     | 3 - 1 |
| Vitória B           |       | 1 - 2 |       | —     |

### Grupo 2
| 1 | Bahia de Feira       | 5 | 3 | 1 | 2 | 0 | 4 | 3 | 1  |
| 2 | Bahia B              | 5 | 3 | 1 | 2 | 0 | 1 | 0 | 1  |
| 3 | Colo Colo            | 4 | 3 | 1 | 1 | 1 | 3 | 3 | 0  |
| 4 | Vitória da Conquista | 1 | 3 | 0 | 1 | 2 | 3 | 5 | -2 |

| Bahia B              | —     | 0 - 0 |       | 1 - 0 |
| Bahia de Feira       |       | —     | 2 - 1 |       |
| Colo Colo            | 0 - 0 |       | —     |       |
| Vitória da Conquista |       | 2 - 2 | 1 - 2 | —     |

 Para ler a tabela, a linha horizontal representa os jogos da equipe como mandante. A coluna vertical indica os jogos da equipe como visitante.
| Vitória do mandante. | Vitória do visitante. | Empate. |

## Fase final
|  | Semifinais          | Semifinais  | Semifinais | Semifinais |   |                     | Final | Final | Final | Final |
|  |                     |             |            |            |   |                     |       |       |       |       |
|  | Fluminense de Feira | 2           | 1          | 3          |   |                     |       |       |       |       |
|  | Bahia de Feira      | 0           | 1          | 1          |   |                     |       |       |       |       |
|  | Bahia de Feira      | 0           | 1          | 1          |   | Fluminense de Feira | 1     | 1     | 2     |       |
|  |                     |             |            |            |   | Fluminense de Feira | 1     | 1     | 2     |       |
|  |                     | Juazeirense | 0          | 0          | 0 |                     |       |       |       |       |
|  | Bahia               | Juazeirense | 0          | 0          | 0 | 0                   | 1     | 1     |       |       |
|  | Bahia               |             |            |            |   | 0                   | 1     | 1     |       |       |
|  | Juazeirense         | 1           | 0          | 1          |   |                     |       |       |       |       |

## Estatísticas

### Artilharia
Atualizado até 23 de novembro.
| Gols | Jogador       | Time                                 |
| ---- | ------------- | ------------------------------------ |
| 2    | Marclei       | Bahia de Feira                       |
| 2    | Fagner        | Juazeirense                          |
| 2    | Sassá         | Juazeirense                          |
| 2    | Leo           | Juazeirense                          |
| 2    | Halef Pitbul  | Vitória da Conquista                 |
| 1    | Hugo          | Bahia B                              |
| 1    | Jeam          | Bahia B                              |
| 1    | Allyson       | Bahia de Feira                       |
| 1    | Peixoto       | Bahia de Feira                       |
| 1    | Marcelo Pano  | Bahia de Feira                       |
| 1    | Amauri        | Colo Colo                            |
| 1    | Minho         | Colo Colo                            |
| 1    | Bercon        | Colo Colo                            |
| 1    | Azevedo       | Fluminense de Feira                  |
| 1    | Deon          | Fluminense de Feira                  |
| 1    | Marcelo       | Fluminense de Feira                  |
| 1    | Luizinho      | Fluminense de Feira                  |
| 1    | Teco          | Fluminense de Feira                  |
| 1    | Júnior        | Fluminense de Feira                  |
| 1    | Getúlio       | Jacobina                             |
| 1    | Jessé         | Jacobina                             |
| 1    | Rafael        | Jacobina                             |
| 1    | Maranhão      | Juazeirense                          |
| 1    | Sassá         | Juazeirense                          |
| 1    | Makanake      | Juazeirense                          |
| 1    | Douglas       | Vitória B                            |
| 1    | Eudair        | Vitória B                            |
| 1    | Guilherme     | Vitória B                            |
| GC   | Rafael Granja | Fluminense de Feira para Juazeirense |

### Maiores públicos
Esses são os nove maiores públicos do Campeonato:
| Nº | Público[i] | Mandante             | Placar | Visitante           | Estádio        | Data           | Rodada    |
| -- | ---------- | -------------------- | ------ | ------------------- | -------------- | -------------- | --------- |
| 1  | 1.079      | Vitória da Conquista | 2–2    | Bahia de Feira      | Edvaldo Flores | 17 de outubro  | 1° rodada |
| 2  | 604        | Fluminense de Feira  | 1–0    | Juazeirense         | Valfredão      | 22 de novembro | Final     |
| 3  | 478        | Vitória da Conquista | 1–2    | Colo Colo           | Edvaldo Flores | 1 de novembro  | 3° rodada |
| 4  | 450        | Fluminense de Feira  | 2–0    | Bahia de Feira      | Valfredão      | 8 de novembro  | Semifinal |
| 5  | 418        | Jacobina             | 0–2    | Fluminense de Feira | Valfredão      | 24 de outubro  | 2° rodada |
| 6  | 348        | Fluminense de Feira  | 0–2    | Juazeirense         | Valfredão      | 17 de outubro  | 1° rodada |
| 7  | 328        | Fluminense de Feira  | 1–1    | Vitória B           | Valfredão      | 31 de outubro  | 3° rodada |
| 8  | 265        | Bahia de Feira       | 1–1    | Fluminense de Feira | Valfredão      | 14 de novembro | Semifinal |
| 9  | 213        | Colo Colo            | 0–1    | Bahia B             | Mário Pessoa   | 17 de outubro  | 1° rodada |

- i. ^ Considera-se apenas o público pagante

### Menores públicos
Esses são os nove menores públicos do Campeonato:
| Nº | Público[i] | Mandante       | Placar | Visitante            | Estádio          | Data           | Rodada    |
| -- | ---------- | -------------- | ------ | -------------------- | ---------------- | -------------- | --------- |
| 1  | 0*         | Juazeirense    | 0–1    | Fluminense de Feira  | Arena Fonte Nova | 28 de novembro | Final     |
| 2  | 32         | Juazeirense    | 3–1    | Jacobina             | Agnaldo Bento    | 31 de outubro  | 3° rodada |
| 3  | 119        | Vitória B      | 1–2    | Jacobina             | Barradão         | 17 de outubro  | 1° rodada |
| 4  | 135        | Juazeirense    | 0–1    | Bahia B              | Pedro Amorim     | 14 de novembro | Semifinal |
| 5  | 136        | Juazeirense    | 3–1    | Vitória B            | Pedro Amorim     | 24 de outubro  | 2° rodada |
| 6  | 141        | Bahia B        | 0–0    | Bahia de Feira       | Pituaçu          | 1 de novembro  | 3° rodada |
| 7  | 144        | Bahia B        | 1–0    | Vitória da Conquista | Pituaçu          | 24 de outubro  | 2° rodada |
| 8  | 155        | Bahia de Feira | 2–1    | Colo Colo            | Valfredão        | 25 de outubro  | 2° rodada |
| 9  | 185        | Bahia B        | 0–1    | Juazeirense          | Pituaçu          | 8 de novembro  | Semifinal |

- i. ^ Considera-se apenas o público pagante
- Como é partida preliminar, não é feita a contabilidade do público, portanto o público é 0

### Médias de público
Essas são as médias de público dos clubes no Campeonato. Considera-se apenas os jogos da equipe como mandante e o público pagante:
| 1. Vitória da Conquista – 779 2. Fluminense de Feira – 436 3. Jacobina – 418 4. Colo Colo - 213 | 1. Bahia de Feira – 210 2. Bahia B – 157 3. Vitória B – 119 4. Juazeirense – 76 |

### Médias de público por estádio
Essas são as médias de público dos estádios no Campeonato. Considera-se apenas o público pagante:
| 1. Edvaldo Flores – 779 2. Valfredão – 381 3. Mário Pessoa – 213 4. Pituaçu – 157 | 1. Pedro Amorim – 136 2. Barradão – 119 3. Agnaldo Bento – 32 4. Arena Fonte Nova – 0 |

### Classificação geral
A classificação geral leva em conta a colocação dos clubes em cada uma das fases, a partir da fase final, e não a pontuação total.
| Pos | Times                | Pts | J | V | E | D | GP | GC | SG | Classificação                                             |
| --- | -------------------- | --- | - | - | - | - | -- | -- | -- | --------------------------------------------------------- |
| 1   | Fluminense de Feira  | 14  | 7 | 4 | 2 | 1 | 8  | 1  | 4  | Campeão e classificado para a Série D de 2016             |
| 2   | Juazeirense          | 12  | 7 | 4 | 0 | 3 | 9  | 4  | 5  | Vice-campeão e classificado para a Copa do Brasil de 2016 |
| 3   | Bahia B              | 8   | 5 | 2 | 2 | 1 | 2  | 1  | 1  | Eliminados nas semifinais                                 |
| 4   | Bahia de Feira       | 6   | 5 | 1 | 3 | 1 | 5  | 5  | 0  | Eliminados nas semifinais                                 |
| 5   | Colo Colo            | 4   | 3 | 1 | 1 | 1 | 3  | 3  | 0  | Eliminados na primeira fase                               |
| 6   | Jacobina             | 3   | 3 | 1 | 0 | 2 | 3  | 6  | -3 | Eliminados na primeira fase                               |
| 7   | Vitória da Conquista | 1   | 3 | 0 | 1 | 2 | 3  | 5  | -2 | Eliminados na primeira fase                               |
| 8   | Vitória B            | 1   | 3 | 0 | 1 | 2 | 3  | 6  | -3 | Eliminados na primeira fase                               |